# Manuel Lourenzo
Manuel María Lourenzo Pérez (Ferreira de Valadouro, Valle de Oro, Lugo, 15 de abril de 1943-La Coruña, 10 de agosto de 2025) fue un actor, dramaturgo y autor español.

## Biografía
Manuel Lourenzo se licenció en interpretación en el Instituto de Teatro de Barcelona. Se incorporó al mundo del teatro en Galicia, su tierra natal, en los años 1960. Gran impulsor del movimiento teatral gallego, fundó el Grupo de Teatro Circo y la Compañía Teatral Luis Seoane en 1967 y 1980 respectivamente, entre otros muchos. Además fue cofundador en 1978 de la Escola Dramática Galega. Como autor, cuenta con más de sesenta libros publicados entre novelas, ensayos y, sobre todo, obras de teatro. Igualmente, ha sido traductor al gallego de un gran número de obras teatrales clásicas y contemporáneas de autores como Brecht, Georg Büchner, Chéjov, Eurípides, Goethe, Puschkin o Sófocles.
Entre sus obras se encuentran Romería ás Covas do Demo (1975), Electra (1994), Veladas indecentes (1996) o Nunca paraíso. Teatro breve (recopilación de obras, 2015). Como actor ha trabajado en películas como Urxa (1989) o Entre Bateas (2001), o en las series de televisión Mareas vivas (1998), o Fariña en el papel de Terito (2018).
Reconocido y galardonado en múltiples ocasiones, destacan entre sus premios el Nacional de Literatura Dramática por la obra Veladas indecentes (1997), el premio Nacional de Artes Escénicas para la Infancia y la Juventud y el premio Nacional da Cultura Galega en Artes Escénicas (2008), entre muchos otros. Además fue nombrado profesor honoris causa de la Escuela Superior de Arte Dramático de Galicia y socio de honor de la Asociación de Escritores en Lengua Gallega.
En 2018 interpretó al narco Vicente Otero "Terito" en la serie Fariña de Antena 3.